# Тиличетский сельсовет
Тиличетский сельсовет — сельское поселение в Нижнеингашском районе Красноярского края.
Административный центр — посёлок Тиличеть.

## История
Статус и границы сельского поселения установлены Законом Красноярского края от 3 декабря 2004 года № 12-2637 «Об установлении границ и наделении соответствующим статусом муниципального образования Нижнеингашский район и находящихся в его границах иных муниципальных образований»

## Население
| 2010 | 2012 | 2013 | 2014 | 2015 | 2016 | 2017 |
| ---- | ---- | ---- | ---- | ---- | ---- | ---- |
| 539  | ↘538 | ↘506 | ↘449 | ↘414 | ↘378 | ↘328 |

## Состав сельского поселения
| № | Населённый пункт | Тип населённого пункта          | Население |
| - | ---------------- | ------------------------------- | --------- |
| 1 | Глинный          | посёлок                         | 68        |
| 2 | Тиличеть         | посёлок, административный центр | 471       |

В 2021 году был упразднён посёлок Лиственничный.

## Местное самоуправление
Тиличетский сельский Совет депутатов
Дата избрания: 14.03.2010. Срок полномочий: 5 лет. Количество депутатов: 7
Глава муниципального образования
- Шемет Валентин Андреевич. Дата избрания: 14.03.2010. Срок полномочий: 5 лет
- Коваль Дмитрий Дмитриевич